# Incrupila aspidii
Incrupila aspidii är en svampart som först beskrevs av Marie Anne Libert, och fick sitt nu gällande namn av Raitv. 1970. Incrupila aspidii ingår i släktet Incrupila och familjen Hyaloscyphaceae.  Arten är reproducerande i Sverige. Inga underarter finns listade i Catalogue of Life.